# Zamek w Uppsali
Zamek w Uppsali (szw. Uppsala Slott) – XVI-wieczny zamek wybudowany w czasach, gdy Szwecja była jedną z europejskich potęg. Odegrał dużą rolę w historii tego kraju.
Konstrukcja zamku została zapoczątkowana przez Gustawa Wazę w 1549. W nim w 6 czerwca 1654 ogłoszono abdykację królowej Krystyny. W 1702 budowla została poważnie uszkodzona przez pożar i omal nie popadła w ruinę. Rekonstrukcja zajęła wiele lat.
Zamek w Uppsali był siedzibą władz dawnej krainy o nazwie Uppland. Dzieciństwo spędził tam szwedzki dyplomata Dag Hammarskjöld, kiedy jego ojciec Hjalmar był gubernatorem hrabstwa Uppsala.
Obecnie jest siedzibą Muzeum Sztuki w Uppsali.
Zamek znajduje się pod adresem Drottning Christinas väg 1, 752 37 Uppsala.